# Waterfront Communications
Waterfront Communications A/S (eller bare Waterfront) var et dansk kommunikationsbureau, der arbejdede med Public relations, Lobbyisme og Strategiudvikling. Det daværende aktieselskab Waterfront Communications A/S var grundlagt 17. juni 2002, efter at selskabet blev opdelt i det daværende moderselskab Waterfront Communications Ejendomme A/S, og førnævnte selskab, der oprindeligt blev grundlagt 1993 af tidligere konservative europaparlamentariker Lars Poulsen, der også siden stiftelsen var direktør for selskabet.
Waterfront beskæftigede i 2011 otte medarbejdere, og bestyrelsesformand var Finn Elkjær Larsen. Waterfront havde tidligere beskæftiget flere danske politikere, heriblandt Niels Jørgen Langkilde, Søren Pind og Marion Pedersen. Selskabet tog navnet Waterfront på baggrund af en tidligere adresse ved Kalkbrænderihavnen, men har siden 1998 haft adresse i Hellerup. Waterfront er medstifter Copenhagen Climate Network, der er en samling af folk med interesse for klimadagsordenen.
Bureauet var med i den verdensomspændende bureaunetværk, Media Consulta.
Firmaet gik konkurs i 2020 efter nogle år uden nævneværdig aktivitet. Forud havde det skiftet navn til NorthCom Aps.

## Virksomhedsstruktur
Waterfront Communications A/S var ejet af moderselskabet Waterfront Communications Ejendomme A/S, der var etableret i 2002, for at skille driftsdelen og ejendomsdelen. Direktør Lars Poulsen ejede moderselskabet gennem sit holdingselskab, Lars Poulsen Holding A/S.

## Kontroverser
Da samarbejdet med DSB, blev offentligt kendt, begyndte flere sager at rulle i offentligheden. Det er bl.a. kommet frem, at Waterfront også havde påvirket med flere danske politikere i deres beslutninger, der især inden for det trafikpolitiske scene, har medført beslutninger, der flere gange har vakt undren i befolkningen.

### Samarbejdet med DSB
Den 13. januar 2013 offentliggjorde 21 Søndag, at DSB havde samarbejdet med Waterfront i, at beskæftige den DSB-kritiske freelance journalist Lars Abild, så har ikke havde tid til at grave i DSB. Den 2. april 2013 fremlagde advokatfirmaet Bruun & Hjejle og Kammeradvokaten (på foranledning af Transportministeriet) en advokatundersøgelse, der førte til at underdirektør Peder Nedergaard Nielsen blev afskediget. Datatilsynet har bedt politiet om at undersøge, hvordan håndteringen af Lars Abilds personfølsomme oplysninger er sket i sagen.

### Kattegat-forbindelsen
Uden at udbyde opgaven offentligt, som loven foreskriver, kontaktede Region Syddanmark Waterfront for at indlede et samarbejde. Samarbejdet skulle fremme væksten og styrke infrastrukturen over Trekantområdet og Fyn, ved at generere en stor mængde medietid, for at skabe et modspil til den kommission, som Region Midtjylland havde oprettet for at arbejde for en fast Kattegat-forbindelse. Ifølge 21 Søndag har regionen brugt omkring én million skattekroner på samarbejdet. Indenrigsminister Margrethe Vestager har orienteret Statsforvaltningen, da hun mener der er grundlag for en tilsynssag.

### Omfartsvej ved Grenå Havn
Kommunaltejet Grenaa Havn var kunde hos Waterfront, mens den politiske behandling af loven, der skulle sørge for en hjemmel til etablering af en nordlig omfartsvej til Grenaa Havn. Ifølge Jyllands-Posten har folketingsmedlem Benny Engelbrecht leveret oplysninger til Waterfront, således at Waterfront kunne udføre lobbyvirksomhed til fordel for, den løsning som Grenaa Havns direktion ønskede.

## Fodnoter
1. 1 2  CVR
2. 1 2 3 4 5  ""Beretning om advokatundersøgelsen af DSB's samarbejde med Waterfront"" (PDF). Bruun & Hjejle 2. april 2013. 2. april 2013. Arkiveret fra originalen (PDF) 28. juli 2013. Hentet 4. april 2013.
3. 1 2 3  "Om Waterfront". Waterfront Communications A/S. Arkiveret fra originalen 11. april 2013. Hentet 4. april 2013.
4. ↑  "DR Nyheder Tema: DSB-Waterfront". DR. Hentet 4. april 2013.
5. ↑  Klimanetværk arbejdede hemmeligt for DSB dr.dk (28.01.2013)
6. ↑  Lars Abild: ”Det er nederdrægtigt” | Journalisten.dk
7. ↑  ”DSB fyrer underdirektør i PR-skandale” | dr.dk
8. ↑  ""Datatilsynet gransker DSB" | computerworld.dk". Arkiveret fra originalen 6. marts 2021. Hentet 4. april 2013.
9. 1 2  Waterfront-sagen: Region Syddanmark brød regler for udbud - dr.dk (18.02.2013)
10. ↑  Vestager: ”Urimelig brug af Waterfront” | Jyllands-Posten
11. ↑  Politikere informerede selv Waterfront - Politik